# Balochisaurus
Genre
Espèce
Balochisaurus (signifiant « lézard Balochi », en référence au Baloutchistan) est un genre fossile de titanosaure sauropode du Crétacé supérieur qui aurait vécu sur le territoire de l'actuel Pakistan. 

## Histoire
L'espèce-type est Balochisaurus malkani. La découverte a été réalisée près de Vitariki par une équipe de paléontologues du Geological Survey of Pakistan, en même temps que celles d'autres spécimens de dinosaures. Décrit formellement en 2006 par M. S. Malkani, le genre est basé sur sept vertèbres caudales découvertes dans la couche du Maastrichtien de la formation géologique Pab du Baloutchistan.

## Liste d'espèces
Selon Catalogue of Life (13 janvier 2020) :
- Balochisaurus malkani Malkani, 2006 †